# Dhekiajuli
Dhekiajuli là một thành phố và là nơi đặt ban đô thị (municipal board) của quận Sonitpur thuộc bang Assam, Ấn Độ.

## Địa lý
Dhekiajuli có vị trí 26°42′B 92°30′Đ / 26,7°B 92,5°Đ Nó có độ cao trung bình là 100 mét (328 feet).

## Nhân khẩu
Theo điều tra dân số năm 2001 của Ấn Độ, Dhekiajuli có dân số 19.743 người. Phái nam chiếm 53% tổng số dân và phái nữ chiếm 47%. Dhekiajuli có tỷ lệ 74% biết đọc biết viết, cao hơn tỷ lệ trung bình toàn quốc là 59,5%: tỷ lệ cho phái nam là 79%, và tỷ lệ cho phái nữ là 69%. Tại Dhekiajuli, 10% dân số nhỏ hơn 6 tuổi.